# Зируп, Фридрих
Фри́дрих Генрих Карл Зи́руп (нем. Friedrich Syrup) (1881-1945) — немецкий юрист, политик, бывший министр труда.

## Жизнь
Зируп родился с Люхове, в районе Люхов-Данненберг, провинции Ганновер. Сын почтового служащего, изучал машиностроение, а также закон и политологию. В 1905 году устроился в Прусский промышленный надзор, где пребывал вплоть до 1918 и сделал себе имя многочисленными научными публикациями в таких сферах как охрана труда и общественное положение трудящихся. В ноябре 1918, Зируп был делегирован Прусским министерством торговли и промышленности в Министерство Демобилизации, где в его обязанности входило способствовать реинтеграции бывших солдат немецкой армии в гражданскую
жизнь и производственную деятельность. На этой должности Зируп открыл Имперское бюро по трудоустройству и стал во главе этой организации в 1920 году. С 1927 и до конца 1938 года, он - президент имперского ведомства по трудоустройству и страхованию по безработице. Когда центральный офис этого ведомства вошёл в состав имперского министерства труда, Зируп получил в этом министерстве должность статс-секретаря.
В кабинете Курта фон Шлейхера, последнем кабинете Веймарской республики перед приходом к власти Гитлера, Зируп был министром труда. Впоследствии Гитлер вернул его на старую должность. Герман Геринг, в рамках развития четырёхлетнего плана, поставил Зирупа во главе Рабочей группы по организации труда. В 1941 Зирупа сразила болезнь. После продолжительного лечения он смог вернуться к работе лишь однажды, и то на время. Это и стало решающим фактором в назначении гауляйтера Тюрингии Фрица Заукеля генеральным комиссаром по организации труда 21 марта 1942. Хотя фактически Заукель находился в подчинении у Зирупа.
По окончании войны Зируп оставался в Берлине, хотя у него была возможность скрыться. 7 июня 1945 года он был отправлен в концлагерь «Заксенхаузен» где и умер спустя несколько месяцев.

## Работы (избранное)
- Работа и трудоустройство. Фридрих Зируп. Берлин, [1939].
- Работа и помощь безработным в Германии. Фридрих Зируп. Берлин, [1936].
- Астигматическое отражение драйаксигенного эллипсоида. представлено Фридрихом Зирупом. Росток, универ. [1905].  (нем.)
- Проблемы рынка рабочей силы и страхования по безработице. Фридрих Зируп. Кёльн, [1930].